# Кірхентеллінсфурт
Кірхентеллінсфурт (нім. Kirchentellinsfurt) — громада в Німеччині, знаходиться в землі Баден-Вюртемберг. Підпорядковується адміністративному округу Тюбінген. Входить до складу району Тюбінген.
Площа — 11,0 км2. Населення становить 5623 ос. (станом на 31 грудня 2020).